# Pécsi VSK (vízilabda)
A PVSK vízilabda-szakosztály csapata Magyar Vízilabda-szövetséges vízilabdacsapat. A PVSK a Pécsi Vasutas Sportkör rövidítése. A szakosztályban ma több mint százan sportolnak és minden korosztálynak van saját csapata.

## A szakosztály története
A Pécsi Vasutas Sportkört 1919. augusztus 23-án alapították, ami akkor mintegy ötszáz sportolóból állt. A vízilabda-szakosztály ennél fiatalabb, mindössze az 1990-es évek végén alapították. Az országos bajnokság legfelső osztályába 2005-ben jutott először.

### Hazai sikerek
A csapat az 1997/1998-as idényben megnyerte az OB II-es bajnokságot, ezután hét éven keresztül az OB I/B. osztályban szerepelt. A 2004/2005-ös szezonban a csapat az OB I/B. osztályú bajnokság élén végzett, és feljutott az első osztályba. Az első élvonalbeli szezont a 9., a másodikat az 5. helyen zárták. A 2007/2008-as szezonban a 7. helyet szerezte meg a csapat.
- OBI - 5. hely (2007)
- Magyar Kupa - negyeddöntő (2006, 2007)

### Válogatott játékosok
- Gárdonyi András
- Kovács Gábor
- Czigány Károly

## Nemzetközi eredményt elért játékosok
- Petőváry Zsolt (2004-2007)
- Kósz Zoltán (2004-2008) (olimpiai bajnok: 2000)
- Vári Attila (2009-2011) (világbajnok: 2003, olimpiai bajnok: 2000 és 2004)

## Vezetőedzők
- Ambrus Tamás
- Bereczky Miklós
- Lukács Gergely (–2020)
- Török Viktor (2020–2023)
- Zlatko Rakonjac (2023–)

## Külső hivatkozások
- A szakosztály hivatalos oldala.
- a Pécsi VSK vízilabda szakosztályának szurkolói honlapja.
- a Pécsi VSK vízilabda szakosztályának hivatalos honlapja.